# TT Isla de Man de 1963
El TT Isla de Man de 1963 fue la cuarta prueba de la temporada 1963 del Campeonato Mundial de Motociclismo. El Gran Premio se disputó del 10 al 14 de junio de 1963 en el circuito de Snaefell Mountain Course.

## Resultados TT Senior 500cc
El interés en 1963 se centró en el regreso de Gilera, con un equipo dirigido por Geoff Duke. El excampeón mundial y ganador del TT había persuadido a la fábrica para que sacara sus máquinas de cuatro cilindros 350 y contrató a John Hartle y Derek Minter para que las montaran. Phil Read eventualmente reemplazó al lesionado Minter y el equipo presentó una actuación acreditable nuevamente, tanto MV como Honda.Hartle y Read descubrieron que la combinación de Mike Hailwood y el MV era demasiado poderosa en las seis vueltas de Senior. Mike dominó en todo momento, estableciendo un nuevo récord de vueltas de 106.41 mph y ganó fácilmente de los compañeros de equipo de Gilera en sus aullidos Gileras.
| Pos.    | Piloto               | Equipo    | Tiempo     | Pts. |
| ------- | -------------------- | --------- | ---------- | ---- |
| 1       | Mike Hailwood        | MV Agusta | 2h 09:48.4 | 8    |
| 2       | John Hartle          | Gilera    | +1:13.4    | 6    |
| 3       | Phil Read            | Gilera    | +5:53.8    | 4    |
| 4       | Mike Duff            | Matchless | +7:00.4    | 3    |
| 5       | Joe Dunphy           | Norton    | +10:20.6   | 2    |
| 6       | Fred Stevens         | Norton    | +10:22.8   | 1    |
| 7       | Paddy Driver         | Matchless | +10:59.2   |      |
| 8       | Bill Smith           | Matchless | +11:31.0   |      |
| 9       | Jack Ahearn          | Norton    | +11:36.8   |      |
| 10      | Ellis Boyce          | Norton    | +12:15.0   |      |
| 11      | Brian Setchell       | Norton    | +13:01.6   |      |
| 12      | Maurice Low          | Matchless | +14:18.6   |      |
| 13      | Sid Mizen            | Norton    | +14:18.8   |      |
| 14      | Sven-Olov Gunnarsson | Norton    | +15:11.8   |      |
| 15      | Michael McStay       | Norton    | +16:13.8   |      |
| 16      | Roland Föll          | Matchless | +16:21.6   |      |
| 17      | Derek Woodman        | Matchless | +17:38.4   |      |
| 18      | Louis Carr           | Matchless | +18:36.8   |      |
| 19      | William McCosh       | Matchless | +19:04.4   |      |
| 20      | Derek Lee            | Matchless | +19:11.2   |      |
| 21      | Ian Burne            | Norton    |            |      |
| 23      | Billie Nelson        | Norton    |            |      |
| Ret     | Jack Findlay         | Matchless | Ret        |      |
| Ret     | Edy Lenz             | Norton    | Ret        |      |
| Ret     | Alan Shepherd        | Matchless | Ret        |      |
| Ret     | Gyula Marsovszky     | Matchless | Ret        |      |
| Ret     | Bo Granath           | Matchless | Ret        |      |
| Ret     | Walter Scheimann     | Norton    | Ret        |      |
| Ret     | Chris Conn           | Norton    | Ret        |      |
| Ret     | Joe Dunphy           | Norton    | Ret        |      |
| Ret     | František Št'astný   | Jawa      | Ret        |      |
| Ret     | Syd Mizen            | Greeves   | Ret        |      |
| Ret     | Gyula Marsovszky     | Norton    | Ret        |      |
| Fuente: |                      |           |            |      |

## Resultados Junior 350cc
Jim Redman lideró desde el comienzo de la carrera de seis vueltas, con Hailwood, Hartle y Read esforzándose por mantenerlo a la vista. La Gilera de Read fue la primero en romperse en la segunda vuelta y, dos vueltas después, Hailwood se vio obligado a abandonar la persecución cuando se averió su MV. Las retiradas dejaron a Redman un cómodo ganador por delante de Hartle, con Stastny tercero con Jawa.
| Pos. | Piloto               | Moto   | Tiempo     | Pts. |
| ---- | -------------------- | ------ | ---------- | ---- |
| 1    | Jim Redman           | Honda  | 2h 23:08.2 | 8    |
| 2    | John Hartle          | Gilera |            | 6    |
| 3    | František Št'astný   | Jawa   |            | 4    |
| 4    | Syd Mizen            | AJS    |            | 3    |
| 5    | Jack Ahearn          | Norton |            | 2    |
| 6    | Mike Duff            | AJS    |            | 1    |
| 7    | Maurice Low          | AJS    |            |      |
| 8    | Derek Woodman        | AJS    |            |      |
| 9    | Paddy Driver         | AJS    |            |      |
| 10   | Ellis Boyce          | Norton |            |      |
| 11   | Don Watson           | Norton |            |      |
| 12   | Brian Setchell       | Norton |            |      |
| 13   | Alan Carlsson        | AJS    |            |      |
| 14   | Gerry Saward         | Norton |            |      |
| 15   | Monty Buxton         | Norton |            |      |
| 16   | Dennis Fry           | Norton |            |      |
| 17   | Don Haddow           | AJS    |            |      |
| 18   | George Barnacle      | AJS    |            |      |
| 19   | Harry Rayner         | AJS    |            |      |
| 20   | Mark Hobson          | AJS    |            |      |
| 21   | Billie Nelson        | Norton |            |      |
| 22   | Alberto Pagani       | Norton |            |      |
| 28   | Dan Shorey           | AJS    |            |      |
| DNS  | Mike Hailwood        | Norton | Ret        |      |
| Ret  | Fred Stevens         | Norton | Ret        |      |
| Ret  | Sven-Olov Gunnarsson | Norton | Ret        |      |
| Ret  | Edy Lenz             | Norton | Ret        |      |
| Ret  | Phil Read            | Gilera | Ret        |      |
| Ret  | Tommy Robb           | Honda  | Ret        |      |
| Ret  | Alan Shepherd        | AJS    | Ret        |      |
| Ret  | Ian Burne            | AJS    | Ret        |      |
| Ret  | Bo Grannath          | AJS    | Ret        |      |
| Ret  | Gyula Marsovszky     | Norton | Ret        |      |
| Ret  | Joe Dunphy           | AJS    | Ret        |      |
| Ret  | Roy Ingram           | Norton | Ret        |      |

## Resultados Lightweight 250cc
Fue una semana completa para el rhodesiano Jim Redman, quien comenzó la semana ganando la prueba de 250cc a pesar del desafío de la Yamaha del piloto japonés Fumio Ito.
| Pos. | Piloto              | Moto       | Tiempo     | Pts. |
| ---- | ------------------- | ---------- | ---------- | ---- |
| 1    | Jim Redman          | Honda      | 2h 23:13.2 | 8    |
| 2    | Fumio Itō           | Yamaha     |            | 6    |
| 3    | Bill Smith          | Honda      |            | 4    |
| 4    | Hiroshi Hasegawa    | Yamaha     |            | 3    |
| 5    | Tommy Robb          | Honda      |            | 2    |
| 6    | John Kidson         | Moto Guzzi |            | 1    |
| 7    | Jack Isherwood      | NSU        |            |      |
| 8    | Alan Harris         | Greeves    |            |      |
| 9    | Dan Shorey          | Bultaco    |            |      |
| 10   | Denis Gallagher     | Velocette  |            |      |
| 11   | Rex Dupont          | Aermacchi  |            |      |
| 12   | Bill Robertson      | Aermacchi  |            |      |
| 13   | George Plenderleith | Honda      |            |      |
| 14   | Ken Martin          | Bultaco    |            |      |
| 15   | D. J. Gallagher     | Ducati     |            |      |
| 16   | Albert Moule        | Ariel      |            |      |
| 17   | Chris Goosen        | Bultaco    |            |      |
| 18   | Bill Brock          | Honda      |            |      |
| Ret  | Ralph Bryans        | Benelli    | Ret        |      |
| Ret  | Kuninitsu Takahashi | Honda      | Ret        |      |
| Ret  | Luigi Taveri        | Honda      | Ret        |      |
| Ret  | Jack Findlay        | DMW        | Ret        |      |
| Ret  | Chris Vincent       | Aermacchi  | Ret        |      |
| Ret  | Barry Smith         | Greeves    | Ret        |      |
| Ret  | Morris Low          | Bultaco    | Ret        |      |
| Ret  | Roland Föll         | Aermacchi  | Ret        |      |

## Lightweight 125 cc TT
En Lightweight 125 cc TT, Suzuki fueron cómodos ganadores de la confrontación entre dos y cuatro tiempos. El neozelandés Hugh Anderson lideró el desafío de dos tiempos de Suzuki, y ninguna de las Hondas de cuatro tiempos pudieron hacer al respecto. De hecho, Anderson ganó la carrera frente a sus compañeros Frank Perris y Ernst Degner.
| Pos. | Corredor            | Moto    | Tiempo     | Pts. |
| ---- | ------------------- | ------- | ---------- | ---- |
| 1    | Hugh Anderson       | Suzuki  | 1h 16:05.0 | 8    |
| 2    | Frank Perris        | Suzuki  |            | 6    |
| 3    | Ernst Degner        | Suzuki  |            | 4    |
| 4    | Luigi Taveri        | Honda   |            | 3    |
| 5    | Bert Schneider      | Suzuki  |            | 2    |
| 6    | Jim Redman          | Honda   |            | 1    |
| 7    | Tommy Robb          | Honda   |            |      |
| 8    | Kunimitsu Takahashi | Honda   |            |      |
| 9    | Ralph Bryans        | Honda   |            |      |
| 10   | Gary Dickinson      | Honda   |            |      |
| 11   | Carl Ward           | Honda   |            |      |
| 12   | Ernie Johnson       | Honda   |            |      |
| 13   | Frank González      | Bultaco |            |      |
| 14   | Walter Scheimann    | Honda   |            |      |
| 15   | Dave Simmonds       | Tohatsu |            |      |
| 16   | Alan Dugdale        | Honda   |            |      |
| 17   | Roy Boughey         | Bultaco |            |      |
| 18   | Morrie Low          | Bultaco |            |      |
| 19   | Leslie Allen        | Bultaco |            |      |
| 20   | Dan Shorey          | Bultaco |            |      |
| 21   | Jack Ahearn         | Ducati  |            |      |
| Ret  | Roland Föll         | Ducati  | Ret        |      |
| Ret  | Mike Duff           | Bultaco | Ret        |      |
| Ret  | Bill Ivy            | Bultaco | Ret        |      |
| Ret  | Fred Stevens        | Bultaco | Ret        |      |

## 50 cc TT
Se hizo historia en la carrera de 50cc, que se incrementó a tres vueltas después del éxito del año anterior. Mitsuo Itoh se convirtió en el primer piloto japonés en ganar un TT cuando adelantó en la última vuelta a su compañero de equipo de Suzuki, Ernst Degner. Anderson fue segundo, después de luchar contra su rival en la general Hans-Georg Anscheidt.
| Pos. | Corredor             | Moto           | Tiempo     | Pts. |
| ---- | -------------------- | -------------- | ---------- | ---- |
| 1    | Mitsuo Itoh          | Suzuki         | 1h 26:10.6 | 8    |
| 2    | Hugh Anderson        | Suzuki         |            | 6    |
| 3    | Hans-Georg Anscheidt | Kreidler       |            | 4    |
| 4    | Isao Morishita       | Suzuki         |            | 3    |
| 5    | Michio Ichino        | Suzuki         |            | 2    |
| 6    | Ian Plumridge        | Honda          |            | 1    |
| 7    | Bill Ivy             | Sheene special |            |      |
| 8    | Mike Simmonds        | Tohatsu        |            |      |
| Ret  | Ernst Degner         | Suzuki         | Ret        |      |
| Ret  | Alberto Pagani       | Kreidler       | Ret        |      |
| Ret  | Bert Schneider       | Suzuki         | Ret        |      |
| Ret  | Dave Simmonds        | Tohatsu        | Ret        |      |